# جونیور اگوگو
مانوئل "جونیور" اگوگو (انگلیسی: Manuel "Junior" Agogo؛ زادهٔ ۱ اوت ۱۹۷۹ – درگذشته ۲۲ اوت ۲۰۱۹) بازیکن فوتبال اهل غنا بود که در پست مهاجم بازی می‌کرد.
وی همچنین در تیم ملی فوتبال غنا بازی کرده است.